# Episodi di School of Rock (prima stagione)
La prima stagione della serie televisiva School of Rock è andata in onda negli Stati Uniti d'America dal 12 marzo 2016 al 18 giugno 2016 su Nickelodeon.
In Italia è trasmessa su Nickelodeon dal 21 novembre 2016 al 6 dicembre 2016 e in chiaro su Super! dal 22 maggio 2017 al 6 giugno 2017.
| nº | Titolo originale                       | Titolo italiano                                        | Prima TV USA   | Prima TV Italia  |
| -- | -------------------------------------- | ------------------------------------------------------ | -------------- | ---------------- |
| 1  | Come Together                          | Torna indietro                                         | 12 marzo 2016  | 21 novembre 2016 |
| 2  | Cover Me                               | Coprimi (Non puoi avere tutto ciò che vuoi)            | 19 marzo 2016  | 22 novembre 2016 |
| 3  | Video Killed the Speed Debate Star     | Il video ha ucciso la star della velocità              | 26 marzo 2016  | 23 novembre 2016 |
| 4  | The Story of Us (But More About Me)    | La nostra storia (ma soprattutto la mia storia)        | 2 aprile 2016  | 24 novembre 2016 |
| 5  | We're Not Gonna Take It                | Non lo prenderemo                                      | 9 aprile 2016  | 25 novembre 2016 |
| 6  | A Band with No Name                    | Una band con nessun nome                               | 16 aprile 2016 | 28 novembre 2016 |
| 7  | We Can Be Heroes, Sort Of              | Possiamo essere eroi... o quasi                        | 23 aprile 2016 | 29 novembre 2016 |
| 8  | Should I Stay or Should I Go?          | Dovrei soggiornarmi o devo andare?                     | 30 aprile 2016 | 30 novembre 2016 |
| 9  | Money (That's What I Want)             | Denaro (è ciò che voglio)                              | 7 maggio 2016  | 1 dicembre 2016  |
| 10 | Freddy Fights for His Right to Party   | Freddy combatte per la sua destra... una festa lontana | 4 giugno 2016  | 2 dicembre 2016  |
| 11 | (Really Really) Old Time Rock and Roll | (Really Really) Rock and Roll di vecchia data          | 11 giugno 2016 | 5 dicembre 2016  |
| 12 | We Are the Champions ... Maybe         | Siamo i campioni... forse                              | 18 giugno 2016 | 6 dicembre 2016  |

## Torna indietro
- Titolo originale: Come togeter

Alla scuola c'è un nuovo supplente Prof Phinn ma non è un vero supplente ma un musicista in una band. Convince i ragazzi a essere rock e ci riesce ma poi si pentono e il giorno dopo lo cacciano. Il prof Phinn lavora in una gelateria e i ragazzi danno un'altra possibilità al prof raggiungendolo in bici e fanno un patto:Prof Phinn non dirà a nessuno della rock band e anche ai ragazzi di non dire alla dirigente della scuola che non è un vero supplente. Da quel giorno nasce una nuova e rock band anonima senza nome. (Nel 6º episodio decidono il nome). 

## Siamo i campioni... forse
- Titolo originale: We Are the Champions ... Maybe

Gli School of Rock stanno per partecipare a Battle of the Bands e dopo aver provato la loro canzone vanno lì bagnati perché sono dovuti passare attraverso gli irrigatori della scuola. Lawrence rimane in un armadio per via del fatto che la band non voleva che nessuno scoprisse dell'esistenza della band ma poi viene recuperato. Intanto Clark li vede e avvisa la preside. Visto che non possono entrare bagnati sono costretti a usare dei pigiami ridicoli. Il problema è anche la cantante persa, visto che Tomika non può parlare. Non appena scoprono che la loro canzone è stata rubata dai Night Lizard, degli avversari terribili, la band va sul tetto a provare la canzone ma la band avversaria fa in modo che non possano vincere chiudendogli sopra il tetto. I fan però sentono la canzone e alla fine gli School of Rock vincono. La preside e Clark arrivano a Battle of the Bands ma quando arrivano lì si scopre che tutto è già finito.